# Пам'ятник Василеві Стусу (Тернопіль)
Пам'ятник Василеві Стусу — пам'ятник українському поету Василеві Стусу в місті Тернополі (Україна).
Пам'ятка історії місцевого значення, охоронний номер № 3070.

## Опис

Пам'ятник розташований на вул. Василя Стуса поблизу заводу «Оріон». Встановлений 1993 року.
Скульптор — Дмитро Стецько.
Справа на постаменті табличка з написом «СТУС», під погруддям таблички з написами: «Громадянин, поет, незламний борець за волю УКРАЇНИ, замордований, але не скорений. 1938—1985» та «Народе мій, до тебе я ще верну... В. Стус».